# Biathlon aux Jeux olympiques de 2022
Navigation
Pyeongchang 2018 Milan Cortina 2026
Les épreuves de biathlon aux Jeux olympiques d'hiver de 2022 se tiennent du 5 au 19 février 2022 sur le site de ski nordique de Zhangjiakou. Les épreuves olympiques constituent le rendez-vous le plus important de la saison 2021-2022 de la Coupe du monde de biathlon, bien que, comme en 2014 et 2018, les points ne soient pas comptabilisés aux classements de la Coupe du monde.
Lors de ces Jeux largement dominés par la Norvège (six titres et quatorze podiums), trois athlètes parviennent à un total inédit de cinq médailles en biathlon dans une même édition hivernale : les Norvégiens Johannes Thingnes Bø et Marte Olsbu Røiseland, et le Français Quentin Fillon Maillet. En difficulté durant l'hiver 2021-2022 de Coupe du monde, Johannes Bø égale le record de quatre titres de son prédécesseur et compatriote Ole Einar Bjørndalen à Salt Lake City en 2002, en gagnant largement la mass start pour finir. Røiseland gagne le relais mixte avec la Norvège, réalise le doublé sprint + poursuite, et prend deux médailles de bronze dans l'individuel et la mass-start. Fillon Maillet s'impose dans l'individuel et la poursuite, et s'adjuge trois médailles d'argent en sprint, et dans les relais hommes et mixte. Ils sont les vedettes du biathlon dans ces Jeux 2022. Par ailleurs, avec trois titres et sept médailles, la France établit son record aux Jeux d'hiver dans ce sport.  
Parmi les biathlètes qui se mettent en évidence à  Zhangjiakou, Tarjei Bø monte sur quatre podiums, Elvira Öberg, petite sœur de la championne olympique 2018 de l'individuel Hanna Öberg, remporte en sa compagnie le relais féminin, et termine médaillée d'argent du sprint et de la poursuite. L'Allemande Denise Herrmann, championne olympique de l'individuel et médaillée de bronze en relais avec l'Allemagne, réalise le rare exploit d'avoir précédemment obtenu un podium en ski de fond, avec le relais à Sotchi en 2014. En difficulté dans les autres épreuves individuelles, Justine Braisaz-Bouchet s'impose dans la mass-start et devient la deuxième biathlète française médaillée d'or en dehors des relais, seize ans après Florence Baverel-Robert en sprint à Turin en 2006.

## Format des épreuves
Aux Jeux de Pékin, il y a onze épreuves de biathlon comme lors des deux éditions précédentes. 
| Épreuve    | Hommes                  | Femmes                  |
| ---------- | ----------------------- | ----------------------- |
| Individuel | 20 km                   | 15 km                   |
| Sprint     | 10 km                   | 7,5 km                  |
| Poursuite  | 12,5 km                 | 10 km                   |
| Mass Start | 15 km                   | 12,5 km                 |
| Relais     | 4 × 7,5 km              | 4 × 6 km                |
|            | Mixte                   |                         |
| Relais     | 2 × 6 km F + 2 × 6 km H | 2 × 6 km F + 2 × 6 km H |

### Individuel
L'individuel est l'épreuve originelle du biathlon. Elle consiste en un contre-la-montre où toute erreur au tir est sanctionnée d'une minute de pénalité ajoutée immédiatement au temps de l'athlète. Cette épreuve, la plus longue – 15 km (cinq tours de piste de 3 kilomètres) pour les femmes et 20 km (cinq tours de piste de 4 kilomètres) pour les hommes – compte quatre séances de tir, successivement en position couché, debout, couché et debout. Une fois que tous les biathlètes en ont terminé, celui qui est crédité du meilleur temps remporte l'épreuve.

### Sprint
Le sprint est une épreuve contre-la-montre où le biathlète effectue son parcours sans se soucier des autres concurrents. Au départ, les biathlètes s'élancent toutes les 30 secondes pour un parcours de 7,5 km (3 tours d’une boucle de 2,5 km) pour les femmes et de 10 km (trois tours d’une boucle de 3,3 km) pour les hommes. Le parcours passe à deux reprises sur le pas de tir, où cinq cibles sont à abattre avec autant de balles, la première fois en position couché, la seconde en position debout. Un tour de pénalité de 150 m par échec au tir est ajouté au parcours du biathlète, ce qui correspond environ à une bonne vingtaine de secondes. Une fois que tous les biathlètes en ont terminé, celui qui a réalisé le meilleur temps remporte l'épreuve.

### Poursuite
La poursuite fait suite au sprint. Les résultats de ce dernier déterminent l'ordre et les écarts au départ de cette course en ligne à handicap où le vainqueur est celui qui franchit le premier la ligne d'arrivée. Participent à cette course uniquement les 60 premiers biathlètes classés du sprint, un biathlète forfait ne peut donc pas être remplacé. Le vainqueur du sprint s'élance ainsi le premier, suivi de son dauphin et des autres biathlètes en suivant les écarts établis à l'issue du sprint, arrondis à la seconde. Si un biathlète ne respecte pas son temps de départ et s'élance trop tôt, il est sanctionné de 30 secondes de pénalité. La course féminine se déroule sur une distance de 10 km (cinq tours d’une boucle de deux kilomètres) et l'épreuve masculine sur une distance de 12,5 km (cinq tours d’une boucle de 2,5 km). Quatre séances de tir (les deux premières en position couché et les deux dernières en position debout) sont imposées aux sportifs, une erreur étant sanctionnée d'un tour de pénalité de 150 m.

### Mass Start
Trente biathlètes participent à cette épreuve : les médaillés olympiques des trois premières épreuves individuelles, puis les quinze premiers du classement général de la coupe du monde à la veille des Jeux olympiques et enfin, pour compléter jusqu'à trente, les biathlètes non médaillés et ne figurant pas dans le top 15 du général et qui ont marqué le plus de points jusque là lors de ces Jeux olympiques. Le format de la mass-start est très proche de celui de la poursuite. Il s'agit, comme pour cette dernière, d'une course en ligne à quatre passages sur le pas de tir (couché-couché-debout-debout) avec boucle de pénalité de 150 m par cible manquée. Seuls diffèrent d'une part le mode de départ (sur une mass start tous les biathlètes s'élancent au même moment, d'où le nom de l'épreuve, mass start = départ en masse ou départ groupé) et d'autre part la distance qui est plus longue au total de 2,5 km, que ce soit pour les hommes (15 km) ou pour les femmes (12,5 km), soit 500 m de plus par tour de piste que sur une poursuite. Le gagnant de l’épreuve est celui qui franchit la ligne d’arrivée en premier.

### Relais
Le relais est une épreuve par équipe nationale. Chacune est composée de quatre biathlètes effectuant chacun deux séances de tir, en position couché puis debout. Mais, exceptionnellement, les biathlètes disposent de huit balles pour abattre cinq cibles : en plus du traditionnel chargeur de cinq balles, les trois balles supplémentaires, appelées « pioches », doivent être chargées manuellement dans la carabine, ce qui fait perdre beaucoup de temps par rapport à un tir propre. Si une cible n'est pas abattue avec le total des balles disponibles, le biathlète effectue alors un tour de pénalité de 150 m par cible non basculée. Chez les hommes, chaque biathlète parcourt 7,5 km tandis que chez les femmes, chaque biathlète parcourt 6 km, à l'exception du relais mixte où, pour la première fois aux Jeux olympiques, les biathlètes masculins parcourent seulement 6 km.

## Qualifications
Un quota total de 210 athlètes est autorisé aux Jeux (105 hommes et 105 femmes). Les 93 premières places de quotas, par sexe, sont attribuées en utilisant une combinaison des scores de la Coupe des Nations 2020-2021 et 2021-2022 (saison en cours, les scores étant arrêtés à l'issue de la sixième étape le 16 janvier 2022). Les 12 dernières places, par sexe, sont attribuées à l'aide de la liste des points de qualification de l'IBU, aux nations qui n'ont pas n'ont pas encore qualifié d'athlètes, avec un maximum de deux par nation.
| Nations            | Hommes | Femmes | Total |
| ------------------ | ------ | ------ | ----- |
| Norvège            | 6      | 6      | 12    |
| France             | 6      | 6      | 12    |
| Allemagne          | 6      | 5      | 11    |
| Suède              | 5      | 6      | 11    |
| Autriche           | 5      | 5      | 10    |
| Biélorussie        | 5      | 5      | 10    |
| Italie             | 5      | 5      | 10    |
| Tchéquie           | 5      | 5      | 10    |
| Ukraine            | 5      | 5      | 10    |
| ROC                | 5      | 5      | 10    |
| Bulgarie           | 4      | 4      | 8     |
| Canada             | 4      | 4      | 8     |
| Chine              | 4      | 4      | 8     |
| Estonie            | 4      | 4      | 8     |
| États-Unis         | 4      | 4      | 8     |
| Finlande           | 4      | 4      | 8     |
| Slovaquie          | 4      | 4      | 8     |
| Suisse             | 4      | 4      | 8     |
| Slovénie           | 4      | 2      | 6     |
| Japon              | 2      | 4      | 6     |
| Belgique           | 4      | 1      | 5     |
| Lituanie           | 4      | 1      | 5     |
| Pologne            | 1      | 4      | 5     |
| Moldavie           | 2      | 2      | 4     |
| Kazakhstan         | 2      | 1      | 3     |
| Corée du Sud       | 1      | 2      | 3     |
| Roumanie           | 1      | 1      | 2     |
| Nouvelle-Zélande   | 1      | 0      | 1     |
| Danemark           | 0      | 1      | 1     |
| Lettonie           | 0      | 1      | 1     |
| Total : 30 Nations | 107    | 105    | 212   |

## Calendrier
| Heure | Horaire local de l'épreuve (UTC +8) Heure de Paris (UTC +1) |

| Épreuves ou évènements               | Épreuves ou évènements               | Journées de compétition | Journées de compétition | Journées de compétition | Journées de compétition | Journées de compétition | Journées de compétition | Journées de compétition | Journées de compétition | Journées de compétition | Journées de compétition | Journées de compétition | Journées de compétition | Journées de compétition | Journées de compétition | Journées de compétition | Journées de compétition | Journées de compétition |  |
| Épreuves ou évènements               | Épreuves ou évènements               | V                       | S                       | D                       | L                       | M                       | M                       | J                       | V                       | S                       | D                       | L                       | M                       | M                       | J                       | V                       | S                       | D                       |  |
| Épreuves ou évènements               | Épreuves ou évènements               | 4                       | 5                       | 6                       | 7                       | 8                       | 9                       | 10                      | 11                      | 12                      | 13                      | 14                      | 15                      | 16                      | 17                      | 18                      | 19                      | 20                      |  |
| Épreuves ou évènements               | Épreuves ou évènements               | Février 2022            |                         |                         |                         |                         |                         |                         |                         |                         |                         |                         |                         |                         |                         |                         |                         |                         |  |
| Cérémonies d'ouverture et de clôture | Cérémonies d'ouverture et de clôture | •                       |                         |                         |                         |                         |                         |                         |                         |                         |                         |                         |                         |                         |                         |                         |                         | •                       |  |
|                                      |                                      |                         |                         |                         |                         |                         |                         |                         |                         |                         |                         |                         |                         |                         |                         |                         |                         |                         |  |
| Hommes                               |                                      |                         |                         |                         |                         |                         |                         |                         |                         |                         |                         |                         |                         |                         |                         |                         |                         |                         |  |
| Individuel (20 km)                   |                                      |                         |                         |                         | 16 h 30 9 h 30          |                         |                         |                         |                         |                         |                         |                         |                         |                         |                         |                         |                         |                         |  |
| Sprint (10 km)                       |                                      |                         |                         |                         |                         |                         |                         |                         | 17 h 10 h               |                         |                         |                         |                         |                         |                         |                         |                         |                         |  |
| Poursuite (12,5 km)                  |                                      |                         |                         |                         |                         |                         |                         |                         |                         | 18 h 45 11 h 45         |                         |                         |                         |                         |                         |                         |                         |                         |  |
| Mass Start (15 km)                   |                                      |                         |                         |                         |                         |                         |                         |                         |                         |                         |                         |                         |                         |                         | 17 h 10 h               |                         |                         |                         |  |
| Relais (4 × 7,5 km)                  |                                      |                         |                         |                         |                         |                         |                         |                         |                         |                         |                         | 14 h 30 7 h 30          |                         |                         |                         |                         |                         |                         |  |
|                                      |                                      |                         |                         |                         |                         |                         |                         |                         |                         |                         |                         |                         |                         |                         |                         |                         |                         |                         |  |
| Femmes                               |                                      |                         |                         |                         |                         |                         |                         |                         |                         |                         |                         |                         |                         |                         |                         |                         |                         |                         |  |
| Individuel (15 km)                   |                                      |                         |                         | 17 h 10 h               |                         |                         |                         |                         |                         |                         |                         |                         |                         |                         |                         |                         |                         |                         |  |
| Sprint (7,5 km)                      |                                      |                         |                         |                         |                         |                         |                         | 17 h 10 h               |                         |                         |                         |                         |                         |                         |                         |                         |                         |                         |  |
| Poursuite (10 km)                    |                                      |                         |                         |                         |                         |                         |                         |                         |                         | 17 h 10 h               |                         |                         |                         |                         |                         |                         |                         |                         |  |
| Mass Start (12,5 km)                 |                                      |                         |                         |                         |                         |                         |                         |                         |                         |                         |                         |                         |                         |                         | 15 h 8 h                | 17 h 10 h               |                         |                         |  |
| Relais (4 × 6 km)                    |                                      |                         |                         |                         |                         |                         |                         |                         |                         |                         |                         |                         | 15 h 45 8 h 45          |                         |                         |                         |                         |                         |  |
|                                      |                                      |                         |                         |                         |                         |                         |                         |                         |                         |                         |                         |                         |                         |                         |                         |                         |                         |                         |  |
| Mixte                                | Relais (2 × 6 km F + 2 × 6 km H)     |                         | 17 h 10 h               |                         |                         |                         |                         |                         |                         |                         |                         |                         |                         |                         |                         |                         |                         |                         |  |
|                                      |                                      |                         |                         |                         |                         |                         |                         |                         |                         |                         |                         |                         |                         |                         |                         |                         |                         |                         |  |

## Médaillés

### Hommes
| Épreuve                                 | Or                                                                                           | Or                | Argent                                                                               | Argent            | Bronze                                                                   | Bronze            |
| --------------------------------------- | -------------------------------------------------------------------------------------------- | ----------------- | ------------------------------------------------------------------------------------ | ----------------- | ------------------------------------------------------------------------ | ----------------- |
| Individuel (20 km) résultats détaillés  | Quentin Fillon Maillet (FRA)                                                                 | 48 min 47 s 4     | Anton Smolski (BLR)                                                                  | 49 min 2 s 2      | Johannes Thingnes Bø (NOR)                                               | 49 min 18 s 5     |
| Sprint (10 km) résultats détaillés      | Johannes Thingnes Bø (NOR)                                                                   | 24 min 0 s 4      | Quentin Fillon Maillet (FRA)                                                         | 24 min 25 s 9     | Tarjei Bø (NOR)                                                          | 24 min 39 s 3     |
| Poursuite (12,5 km) résultats détaillés | Quentin Fillon Maillet (FRA)                                                                 | 39 min 7 s 5      | Tarjei Bø (NOR)                                                                      | 39 min 36 s 1     | Eduard Latypov (ROC)                                                     | 39 min 42 s 8     |
| Mass Start (15 km) résultats détaillés  | Johannes Thingnes Bø (NOR)                                                                   | 38 min 14 s 4     | Martin Ponsiluoma                                                                    | 38 min 54 s 7     | Vetle Sjåstad Christiansen                                               | 39 min 26 s 9     |
| Relais (4 × 7,5 km) résultats détaillés | Norvège- Sturla Holm Lægreid - Tarjei Bø - Johannes Thingnes Bø - Vetle Sjåstad Christiansen | 1 h 19 min 50 s 2 | France- Fabien Claude - Émilien Jacquelin - Simon Desthieux - Quentin Fillon Maillet | 1 h 20 min 17 s 6 | ROC- Said Khalili - Alexander Loginov - Maksim Tsvetkov - Eduard Latypov | 1 h 20 min 35 s 5 |

### Femmes
| Épreuve                                  | Or                                                                | Or               | Argent                                                                                  | Argent            | Bronze                                                                       | Bronze            |
| ---------------------------------------- | ----------------------------------------------------------------- | ---------------- | --------------------------------------------------------------------------------------- | ----------------- | ---------------------------------------------------------------------------- | ----------------- |
| Individuel (15 km) résultats détaillés   | Denise Herrmann (GER)                                             | 44 min 12 s 7    | Anaïs Chevalier-Bouchet (FRA)                                                           | 44 min 22 s 1     | Marte Olsbu Røiseland (NOR)                                                  | 44 min 28 s 0     |
| Sprint (7,5 km) résultats détaillés      | Marte Olsbu Røiseland (NOR)                                       | 20 min 44 s 3    | Elvira Öberg (SWE)                                                                      | 21 min 15 s 2     | Dorothea Wierer (ITA)                                                        | 21 min 21 s 5     |
| Poursuite (10 km) résultats détaillés    | Marte Olsbu Røiseland (NOR)                                       | 34 min 46 s 9    | Elvira Öberg (SWE)                                                                      | 36 min 23 s 4     | Tiril Eckhoff (NOR)                                                          | 36 min 35 s 6     |
| Mass Start (12,5 km) résultats détaillés | Justine Braisaz-Bouchet (FRA)                                     | 40 min 18 s 0    | Tiril Eckhoff (NOR)                                                                     | 40 min 33 s 3     | Marte Olsbu Røiseland (NOR)                                                  | 40 min 52 s 9     |
| Relais (4 × 6 km) résultats détaillés    | Suède - Linn Persson - Mona Brorsson - Hanna Öberg - Elvira Öberg | 1 h 11 min 3 s 9 | ROC - Irina Kazakevitch - Kristina Reztsova - Svetlana Mironova - Ouliana Nigmatoullina | 1 h 11 min 15 s 9 | Allemagne - Vanessa Voigt - Vanessa Hinz - Franziska Preuß - Denise Herrmann | 1 h 11 min 41 s 3 |

### Mixte
| Épreuve                                              | Or                                                                                 | Or               | Argent                                                                                      | Argent           | Bronze                                                                               | Bronze           |
| ---------------------------------------------------- | ---------------------------------------------------------------------------------- | ---------------- | ------------------------------------------------------------------------------------------- | ---------------- | ------------------------------------------------------------------------------------ | ---------------- |
| Relais (2 × 6 km F + 2 × 6 km H) résultats détaillés | Norvège - Marte Olsbu Røiseland - Tiril Eckhoff - Tarjei Bø - Johannes Thingnes Bø | 1 h 6 min 45 s 6 | France - Anaïs Chevalier-Bouchet - Julia Simon - Émilien Jacquelin - Quentin Fillon Maillet | 1 h 6 min 46 s 5 | ROC - Ouliana Nigmatoullina - Kristina Reztsova - Alexander Loginov - Eduard Latypov | 1 h 6 min 47 s 1 |

## Tableau des médailles
| Rang  | Pays        | Médaille d'or, Jeux olympiques | Médaille d'argent, Jeux olympiques | Médaille de bronze, Jeux olympiques | Total |
| 1     | Norvège     | 6                              | 2                                  | 6                                   | 14    |
| 2     | France      | 3                              | 4                                  | 0                                   | 7     |
| 3     | Suède       | 1                              | 3                                  | 0                                   | 4     |
| 4     | Allemagne   | 1                              | 0                                  | 1                                   | 2     |
| 5     | ROC         | 0                              | 1                                  | 3                                   | 4     |
| 6     | Biélorussie | 0                              | 1                                  | 0                                   | 1     |
| 7     | Italie      | 0                              | 0                                  | 1                                   | 1     |
| Total | Total       | 11                             | 11                                 | 11                                  | 33    |

| Rang | athlète                    | Médaille d'or, Jeux olympiques | Médaille d'argent, Jeux olympiques | Médaille de bronze, Jeux olympiques | Total |
| 1    | Johannes Thingnes Bø       | 4                              | 0                                  | 1                                   | 5     |
| 2    | Marte Olsbu Røiseland      | 3                              | 0                                  | 2                                   | 5     |
| 3    | Quentin Fillon Maillet     | 2                              | 3                                  | 0                                   | 5     |
| 4    | Tarjei Bø                  | 2                              | 1                                  | 1                                   | 4     |
| 5    | Elvira Öberg               | 1                              | 2                                  | 0                                   | 3     |
| 6    | Tiril Eckhoff              | 1                              | 1                                  | 1                                   | 3     |
| 7    | Denise Herrmann            | 1                              | 0                                  | 1                                   | 2     |
| 8    | Vetle Sjåstad Christiansen | 1                              | 0                                  | 1                                   | 2     |
| 9    | Justine Braisaz-Bouchet    | 1                              | 0                                  | 0                                   | 1     |
| 10   | Mona Brorsson              | 1                              | 0                                  | 0                                   | 1     |
| 10   | Sturla Holm Lægreid        | 1                              | 0                                  | 0                                   | 1     |
| 10   | Hanna Öberg                | 1                              | 0                                  | 0                                   | 1     |
| 10   | Linn Persson               | 1                              | 0                                  | 0                                   | 1     |